# Targa Florio 1934
Targa Florio 1934 je bila neprvenstvena dirka za Veliko nagrado v sezoni 1934. Odvijala se je 20. maja 1934 na dirkališču Madonie na Siciliji. 

## Poročilo
Grofa Vincenza Floria, ustanovitelja dirke, letos ni bil v organizacijskem komiteju, zato ni dosegla sijaja preteklih let. Dirko so tudi skrajšali na pet krogov, na lanski dirki pa so jih vozili sedem. Poleg desetih dirkačev z različnimi tipi dirkalnikov Alfa Romeo, sta se na dirko prijavila le po en dirkač z Bugattijem in Maseratijem. Dirkači so kot običajno štartali v časovnih intervalih, dirka je potekala v dežju.
V prvem krogu je Giovanni Alloatti zletel čez ograjo mostu, kasneje je podlegel poškodbam. V prvih dveh krogih je bil v vodstvu Pietro Ghersi, toda nato je zletel s proge in poškodoval krmilni sistem, kar je zahtevalo dvajsetminutno popravilo. S tem je v vodstvo prišel Ferrarijev dirkač Achille Varzi, ki ga je držal vse do cilja in zmagal pred moštvenim kolegom Ferdinandom Barbierijem in Constantinom Magistrijem. Vseh sedem uvrščenih dirkačev je dirkalo z dirkalnikom Alfa Romeo.

## Rezultati

### Dirka
| Poz | Št | Dirkač               | Moštvo           | Dirkalnik        | Krogi | Čas/Odstop     |
| --- | -- | -------------------- | ---------------- | ---------------- | ----- | -------------- |
| 1   | 10 | Achille Varzi        | Scuderia Ferrari | Alfa Romeo P3    | 6     | 6:14:26,8      |
| 2   | 2  | Ferdinando Barbieri  | Scuderia Ferrari | Alfa Romeo Monza | 6     | + 12:47,4      |
| 3   | 22 | Constantino Magistri | Privatnik        | Alfa Romeo 6C    | 6     | + 25:35,8      |
| 4   | 12 | Renato Balestrero    | Privatnik        | Alfa Romeo Monza | 6     | + 31:16,2      |
| 5   | 18 | Luigi Pages          | Privatnik        | Alfa Romeo Monza | 6     | + 35:02,0      |
| 6   | 6  | Pietro Ghersi        | Scuderia Ferrari | Alfa Romeo P3    | 6     | + 35:05,2      |
| 7   | 28 | Fiorello             | Privatnik        | Alfa Romeo 6C    | 6     | + 39:34,4      |
| Ods | 14 | Giovanni Battaglia   | Privatnik        | Alfa Romeo Monza | 5     |                |
| Ods | 8  | Guglielmo Carraroli  | Scuderia Ferrari | Alfa Romeo Monza | 4     | Diferencial    |
| Ods | 30 | Attilio Battilana    | Gruppo Genovese  | Alfa Romeo Monza | 3     |                |
| Ods | 24 | Antonio d´Agata      | Privatnik        | Maserati 26M     | 2     | Vžig           |
| Ods | 4  | Giovanni Alloatti    | Privatnik        | Bugatti T51      | 1     | Smrtna nesreča |